# European Travel Commission
European Travel Commission (ETC, pol. Europejska Komisja Podróży) – międzynarodowa organizacja non profit, odpowiedzialna za promocję Europy jako kierunku turystycznego. W jej skład wchodzą przedstawiciele 32 narodowych organizacji turystycznych. Należą do niej, poza krajami członkowskimi Unii Europejskiej także Czarnogóra, Islandia, Monako, Norwegia, San Marino, Serbia, Szwajcaria i Turcja. Do Europejskiej Komisji Podróży mogą należeć krajowe organizacje turystyczne wszystkich suwerennych państw w Europie. Europejska Komisja Podróży nie podlega pod Komisję Europejską, choć część środków na prowadzenie swojej działalności pozyskuje z tego źródła.

## Historia
Europejska Komisja Podróży powstała w 1948 roku w Norwegii. Pomiędzy I a II wojną światową Europa zrozumiała, jak ważna jest dla niej branża turystyczna.
1925 – Powołanie krajowych organizacji turystycznych doprowadziło do utworzenia Międzynarodowego Związku Oficjalnych Organizacji Promocji Turystycznej (International Union of Official Tourist Publicity Organizations). Jego pierwszym zadaniem była wspólna kampania reklamowa pt. „Europe Calling”.
1947 – Związek został przekształcony w Międzynarodowy Związek Oficjalnych Organizacji Turystycznych (International Union of Official Travel Organisations – IUOTO), który dziś jest znany jako Światowa Organizacja Turystyki (World Tourism Organization – WTO).
1948 – Na pierwszym Zgromadzeniu Ogólnym Międzynarodowego Związku Oficjalnych Organizacji Turystycznych przyjęto zasadę Komisji Regionalnych. Na początku komisję tworzyło 19 krajów europejskich, które wzięły udział w pierwszym Walnym Zgromadzeniu. Od swojego powstania Europejska Komisja Podróży jest organizacją zorientowaną na wyniki. Ściśle współpracuje z agencjami rządowymi i wszystkimi segmentami przemysłu, aby osiągać konkretne cele. W latach 50. priorytetem ETC było uświadomienie rządom znaczenia turystyki w ich gospodarkach narodowych, które zostały zachwiane wskutek II wojny światowej. ETC od początków swojej działalności popiera międzynarodową współpracę i budowanie europejskiej solidarności.

## Członkostwo
W 1948 roku do Europejskiej Komisji Turystyki należało 19 państw. Do ówczesnego Międzynarodowego Związku Oficjalnych Organizacji Turystycznych zaproszono także państwa Europy Wschodniej. Żadne z tych państw nie zaakceptowało zaproszenia ze względów politycznych. Niemcy, Jugosławia, Malta i Cypr dołączyły do Komisji kilka lat później, Polska natomiast w 1994 r.

## Misja
ETC jest organizacją promującą Europę jako kierunek turystyczny na rynkach trzecich. Trzy główne obszary działalności komisji to marketing internetowy, analiza rynku i wysoka jakość działań operacyjnych. ETC dąży do zapewnienia wartości dodanej członkom poprzez wymianę informacji i doświadczenia oraz przez uświadamianie roli krajowych organizacji turystycznych w rozwoju branży.

## Struktura organizacji i budżet
Członkowie wybierają prezesa, trzech wiceprezesów, członków zarządu, dyrektora Grupy Marketingu i dyrektora Grupy Market Intelligence, którzy urzędują przez dwa lata. 
Obecnie (2019) prezesem ETC jest Peter De Wilde (Belgia-Flandria), natomiast wiceprezesami są: Robert Andrzejczyk (Polska), Antonio Preiti (Włochy), Renaldas Čiužas (Litwa). Prezesi i Wiceprezesi powoływani są na dwa lata.
Robert Andrzejczyk został wybrany wiceprezesem ETC 24 maja 2018 roku podczas 95. Walnego Zgromadzenia. To pierwszy Polak w kierownictwie tej organizacji. Odpowiada w niej za obszar Advocacy.
Działania Europejskiej Komisji Podróży prowadzone są przez biuro wykonawcze (Executive Unit) z siedzibą w Brukseli. Dyrektorem wykonawczym, kierującym biurem ETC w Brukseli jest Eduardo Santander. Jednostka wykonawcza wspierana jest przez Radę Dyrektorów, Grupę Market Intelligence i Grupę Marketingową. Działania marketingowe są realizowane przez grupy operacyjne na każdym rynku.
ETC jest w większości finansowana ze składek członków, które naliczane są zgodnie z ustalonymi kryteriami. Dodatkowe wsparcie finansowe na konkretne kampanie ETC otrzymuje m.in. z Komisji Europejskiej. Wieloletnie wsparcie lokalnego przemysłu dla działań ETC jest dowodem jego wiarygodności. ETC jest zarejestrowana w Belgii jako „association internationale sans but lucratif”, czyli międzynarodowe stowarzyszenie typu non-profit.

## Poza Europą
Przedstawiciele zagranicznych biur europejskich, krajowych organizacji turystycznych, które działają na rynkach dalekiego zasięgu tworzą grupę operacyjną ETC i wybierają przewodniczącego. Ustalają wspólne działania dotyczące promocji Europy na przyszły rok, proponują budżet dla tych działań i zabiegają o wsparcie lokalnego przemysłu.

## Działania
Obecnie Europejska Komisja Podróży promuje Europę jako kierunek turystyczny za pomocą grup operacyjnych w Stanach Zjednoczonych, Kanadzie, Azji (Chinach) i Ameryce Południowej (Brazylia). ETC planuje także rozszerzenie działań na inne rynki takie jak Indie i Rosja.
Istotne działania dla ETC omawiane są w dwóch grupach operacyjnych: Market Intelligence Group i Marketing Group. Grupa Market Intelligence (Grupa Wiedzy o Rynku) przeprowadza badania rynku, tworzy podręczniki metodologii i najlepszych praktyk oraz odpowiada za wymianę europejskich danych statystycznych dotyczących turystyki na „TourMIS” (Marketing-Information-System). Grupa Marketingu dostarcza informacji na temat korzystania z mediów cyfrowych przez krajowe organizacje turystyczne, tworzy tzw. „ETC Digital” – „European Travel Commission Digital”, a także raz w roku organizuje Akademię e-Biznesu (e-Business Academy). Prace wszystkich grup operacyjnych są prowadzone przez pracowników krajowych organizacji turystycznych z państw członkowskich.
Oficjalną stroną internetową ETC jest Visiteurope.com. Treść strony jest tworzona wspólnie przez ETC i krajowe organizacje turystyczne. Obecnie ETC promuje Europę jako kierunek turystyczny w imieniu 32 krajów członkowskich.